# Vriesea cearensis
Vriesea cearensis är en gräsväxtart som beskrevs av Lyman Bradford Smith. Vriesea cearensis ingår i släktet Vriesea och familjen Bromeliaceae. Inga underarter finns listade i Catalogue of Life.